# Khoren Bayramyan
Khoren Robertovich Bayramyan (tiếng Armenia: Խորեն Ռոբերտի Բայրամյան; tiếng Nga: Хорен Робертович Байрамян; sinh ngày 7 tháng 1 năm 1992) là một cầu thủ bóng đá người Armenia. Anh chơi ở vị trí tiền vệ trái cho F.K. Rostov.

## Sự nghiệp câu lạc bộ
Anh ra mắt tại Giải bóng đá ngoại hạng Nga cho F.K. Rostov vào ngày 18 tháng 6 năm 2011 trong trận đấu với F.K. Rubin Kazan.

## Thống kê sự nghiệp

### Câu lạc bộ
Tính đến 17 tháng 3 năm 2021
| Câu lạc bộ              | Mùa giải            | Giải vô địch                | Giải vô địch | Giải vô địch | Cúp     | Cúp       | Châu lục | Châu lục  | Khác    | Khác      | Tổng cộng | Tổng cộng |
| Câu lạc bộ              | Mùa giải            | Hạng đấu                    | Số trận      | Bàn thắng    | Số trận | Bàn thắng | Số trận  | Bàn thắng | Số trận | Bàn thắng | Số trận   | Bàn thắng |
| ----------------------- | ------------------- | --------------------------- | ------------ | ------------ | ------- | --------- | -------- | --------- | ------- | --------- | --------- | --------- |
| F.K. Rostov             | 2010                | Giải bóng đá ngoại hạng Nga | 0            | 0            | 0       | 0         | –        | –         | –       | –         | 0         | 0         |
| F.K. Rostov             | 2011–12             | Giải bóng đá ngoại hạng Nga | 16           | 0            | 3       | 0         | –        | –         | 1       | 0         | 20        | 0         |
| F.K. Rostov             | 2012–13             | Giải bóng đá ngoại hạng Nga | 0            | 0            | 0       | 0         | –        | –         | –       | –         | 0         | 0         |
| F.K. Rostov             | 2013–14             | Giải bóng đá ngoại hạng Nga | 0            | 0            | 0       | 0         | –        | –         | –       | –         | 0         | 0         |
| F.K. Rotor Volgograd    | 2013–14             | FNL                         | 16           | 3            | 1       | 0         | –        | –         | –       | –         | 17        | 3         |
| F.K. Volgar Astrakhan   | 2014–15             | FNL                         | 32           | 2            | 2       | 0         | –        | –         | –       | –         | 34        | 2         |
| F.K. Rostov             | 2015–16             | Giải bóng đá ngoại hạng Nga | 7            | 0            | 0       | 0         | –        | –         | –       | –         | 7         | 0         |
| F.K. Rostov             | 2016–17             | Giải bóng đá ngoại hạng Nga | 20           | 0            | 1       | 0         | 2        | 0         | –       | –         | 23        | 0         |
| F.K. Rostov             | 2017–18             | Giải bóng đá ngoại hạng Nga | 16           | 1            | 1       | 0         | –        | –         | –       | –         | 17        | 1         |
| F.K. Rostov             | 2018–19             | Giải bóng đá ngoại hạng Nga | 0            | 0            | 0       | 0         | —        | —         | —       | —         | 0         | 0         |
| F.K. Rostov             | 2019–20             | Giải bóng đá ngoại hạng Nga | 26           | 4            | 2       | 0         | —        | —         | —       | —         | 28        | 4         |
| F.K. Rostov             | 2020–21             | Giải bóng đá ngoại hạng Nga | 18           | 3            | 1       | 0         | 1        | 0         | —       | —         | 20        | 3         |
| F.K. Rostov             | Tổng cộng (2 lần)   | Tổng cộng (2 lần)           | 103          | 8            | 8       | 0         | 3        | 0         | 1       | 0         | 115       | 8         |
| Rotor Volgograd (mượn)  | 2013–14             | Giải bóng đá ngoại hạng Nga | 16           | 2            | 1       | 0         | —        | —         | —       | —         | 17        | 2         |
| Volgar Astrakhan (mượn) | 2014–15             | Giải bóng đá ngoại hạng Nga | 32           | 2            | 2       | 0         | —        | —         | —       | —         | 34        | 2         |
| Rubin Kazan (mượn)      | 2018–19             | Giải bóng đá ngoại hạng Nga | 24           | 2            | 4       | 0         | —        | —         | —       | —         | 28        | 2         |
| Tổng cộng sự nghiệp     | Tổng cộng sự nghiệp | Tổng cộng sự nghiệp         | 175          | 14           | 15      | 0         | 3        | 0         | 1       | 0         | 194       | 14        |